# Pselaphelia flavivitta
Pselaphelia flavivitta är en fjärilsart som beskrevs av Walker 1862. Pselaphelia flavivitta ingår i släktet Pselaphelia och familjen påfågelsspinnare. Inga underarter finns listade i Catalogue of Life.